# Részecskedetektor
A részecskefizika területén részecskedetektoroknak vagy egyszerűen detektoroknak nevezzük a kozmikus sugárzásból, atommag-átalakulásból vagy nagy részecskegyorsítókból származó részecskék tulajdonságait (lendület, pálya, energia, sebesség, tömeg) vizsgáló eszközöket.
A nagy energiájú részecskegyorsítókban összetett detektorokat használnak, amelyek több, különböző típusú aldetektorból állnak. Ezek általában több állam összefogásával készülnek, mint például a Nagy Hadronütköztető (LHC) gyorsítói a CERN-ben. Egy jellemző összeállítás leírása és képe a Compact Muon Solenoid detektor szócikkében található.

## Típusai
Halmazállapot-változáson alapul a ködkamra (Wilson, 1912, Nobel-díj: 1927) és a buborékkamra (Glaser, 1952). Az előbbiben túlhűtött gőz csapódik le a töltött részecske által létrehozott ionizált részecskéken, az utóbbiban túlhevített folyadékban buborékok növekednek nagy sebességgel. Ezek a nyomok megvilágítva lefényképezhetőek.
Gázban elhelyezkedő fémszálakon illetve fémlapokon (katódokon és anódokon) elektromos feszültséget, áramot illetve feszültségimpulzust hoznak létre a következő gáztöltésű detektorok.
- ionizációs kamra
- Geiger–Müller-számláló (Hans Geiger és Walter Müller, 1928)
- proporcionális számláló (Samuel Curran, 1948)
- sokszálas proporcionális kamra (MWPC, Georges Charpak, 1968, CERN)
- driftkamra, TPC

Két fém közé nagyfeszültséget kapcsolva kisülés jön létre. Szikrakisülés esetén szikrakamra, csillámkisülés esetén flash kamra a detektor neve.
Szcintillációs detektorok esetén fényfelvillanás jön létre a szcintillátorokban, amelyet fotoelektron-sokszorozó alakít át mérhető feszültséggé.
Szigetelő anyagokban (dielektrikumokban) a közegbeli fénysebességnél gyorsabban haladó töltött részecskék Cserenkov-sugárzást bocsátanak ki, ezen alapul a Cserenkov-detektor.
Ma már a félvezető detektorok (ezen belül a CCD) is helyet kaptak a részecskék megfigyelésében.

## Összetett detektorok

Egy összetett detektor részei, és a részecskék útja a detektorban. Az ábrán szürke szaggatott vonal jelöli, ha a részecske nem hagy (jelentős) nyomot a detektorrétegben, feketével, ha hagy. Nem tüntettük fel a neutrínót, amely nyomtalanul eltűnik. Nem tüntettük fel továbbá a mágnes és az elektronikai berendezések számára szükséges helyet, emiatt – az ábrától eltérően – az egyes detektorrétegek általában nem érintkeznek egymással.

A részecskefizikai kísérleteknél többrétegű, összetett detektorokat használnak, amelynek minden rétege külön célt szolgál.
- Legbelül helyezkedik el a vertexdetektor és a nyomdetektor, amely a töltött részecskék pályáját határozza meg.
- Kifelé a kaloriméterek következnek, melyek energiamérésre szolgálnak.
- A legkülső réteg a müonkamrák rétege, ez szolgál a müonok azonosítására, mivel ide a müonokon kívül csak a detektálhatatlan neutrínók jutnak el.